# Nu metal
A nu metal (más néven new metal, aggro metal, nü metal) zenei irányzat az 1990-es évek közepén kialakult, a grunge és az alternatív metal zenei hagyományait a hiphoppal, az elektronikus zenével és más metalirányzatokkal ötvöző könnyűzenei műfaj. Éppen e műfaji átjárhatósága okán a nu metal stílusjegyei nehezen meghatározhatóak.

## Története
A nu metal születése az 1991-ben induló Lollapalooza zenei fesztiválhoz köthető, melynek köszönhetően szélesebb körben ismertté váltak a hagyományos metalzenét egyéb műfajokkal ötvöző zenekarok (Primus, Fishbone, Rage Against the Machine, Marilyn Manson stb.). Napjaink legismertebb nu metal zenekarai a Slipknot, a System of a Down, a Limp Bizkit, a Linkin Park, a Korn, a P.O.D., a Papa Roach, a Deftones, a Hollywood Undead, a Static-X és a Soulfly. A műfaj képviselőinek legfőbb zenei rendezvénye az utazó Ozzfest fesztivál.
Kurt Cobain halálát tartják az alternatív rock hanyatlásának kezdeteként, teret adva a nu metal együtteseknek, melyek a thrash metalból (például Metallica) és az alternatív metálból nyernek inspirációt. Ross Robinson producert tartják a műfaj „keresztapjának”: az ő nevéhez fűződnek többek között a Korn albumai, melyeket tipikusan a nu metal legjobb megtestesülésének tartanak. A Korn első albuma 1994-ben jelent meg, de az áttörést az 1998-ban kiadott Follow The Leader korong jelentette. Ugyanebben az évben óriási sikert aratott a Family Values Tour nevet viselő turné, melyen a Kornon kívül részt vett a Limp Bizkit, az Incubus, az Orgy, Ice Cube és a Rammstein is. A rádiók és az MTV zenei csatorna is egyre több adásidőt szentelt az új irányzat képviselőinek. Az irányzat terjedéséhez hozzájárult az MTV Return of the Rock műsora, melyben a Korn és a Limp Bizkit is szerepelt.
Az irányzat a századfordulón már ún. mainstream sikereket is elkönyvelhetett; a nu metal fogalma elterjedtté vált, az ide tartozó együtteseket pedig úgy írják le, hogy általában a hagyományos metal műfaját más műfajokkal (például hiphoppal vagy elektronikus zenével, rappel) ötvözik.
A nu metal pontos meghatározása szinte lehetetlen, mivel a legtöbb, nu metal kategóriába sorolt együttes sokféle más stílust is felhasznál. A hagyományos metált kedvelők általában elutasítják a meghatározást, miszerint a nu metal a metál műfajok közé tartozik.